# كامبينا دا لاجوا
كامبينا دا لاجوا بلدية في ولاية بارانا في المنطقة الجنوبية من البرازيل.